# Indywidualny zestaw samochodowy IZS
Indywidualny zestaw samochodowy IZS – polski zestaw do prowadzenia zabiegów specjalnych, odkażania, dezynfekcji i dezaktywacji sprzętu wojskowego.

## Opis
Indywidualny zestaw samochodowy IZS wprowadzony został do wyposażenia jednostek Wojska Polskiego w 1960. Był przyrządem przeznaczonym do odkażania i dezaktywacji pojazdów mechanicznych oraz uzbrojenia i sprzętu bojowego holowanego lub przewożonego na tych pojazdach. Mógł pracować w dwóch wariantach: eżektorowym i wyporowym. Eżektorowy wariant pracy realizowany był w pojazdach mechanicznych wyposażonych w sprężarkę. Wyporowy wariant pracy stosowany był w pozostałych przypadkach prowadzenia zabiegów specjalnych. Podstawowym wariantem pracy przyrządu IZS jest wariant eżektorowy. Dla zapewnienia pracy przyrządu w tym wariancie niezbędna jest sprężarka powietrza o wydajności od 7 do 10 m³/godz. (przy odkażaniu) do 200 – 250 dm³/godz. (przy dezaktywacji). Wykorzystuje się do tego celu pompkę samochodową lub parę „tłok-cylinder", wyłączoną z pracy kilkucylindrowego silnika spalinowego.

Do likwidacji skażeń chemicznych stosuje się pakiety podchlorynu wapnia PChW-04 (400 g) lub uniwersalnego odkażalnika proszkowego UOP, natomiast do likwidacji skażeń promieniotwórczych – pakiety SF-M 006 (60 g). Do roztworu roboczego dodaje się również koncentrat-inhibitor korozji w postaci pakietu P-710/200 (200 g).

## Oprzyrządowanie
Przyrząd składa się z zestawu elementów do zasysania i podawania roztworów roboczych na odkażane i dezaktywowane powierzchnie, przechowywanych w stalowej skrzynce, wyposażonej w odpowiednie uchwyty do ich mocowania oraz kanistra – zbiornika na roztwory odkażające. 
- prądownica
- wąż ssawno-tłoczny
- węże powietrzne
- zamknięcie kanistra
- dwustronny zawór zwrotny i obejma kanistra.

Elementami pomocniczymi są: 
- zwijadła na węże
- wieszak kanistra
- klucz i części zapasowe.

| Dane techniczne zestawu                              | Dane techniczne zestawu |
| ---------------------------------------------------- | ----------------------- |
| masa                                                 | 14 kg                   |
| wymiary                                              | 520x205x140 mm          |
| pojemność robocza zbiornika                          | 18 dm³                  |
| zużycie roztworu przy ciśnieniu powietrza            | 1 dm³/min               |
| wysokość zassania roztworu przy użyciu eżektora      | 1,5 m                   |
| zużycie roztworu przy wykorzystaniu eżektora         | 1,5-2 dm3/min           |
| czas przygotowania do pracy                          | ~ 12 min                |
| czas likwidacji skażeń prowadzonej przez 2 żołnierzy | 30–60 min               |